# Palazzo di Bianca Cappello
Le Palazzo di Bianca Cappello, originellement celui de la famille  florentine Corbinelli, est situé au 26 de la  Via Maggio dans le quartier de l'Oltrarno de Florence.

## Histoire
Il est construit spécialement par François Ier de  Médicis pour sa maîtresse Bianca Cappello, sur les bases d'un ancien bâtiment du  Quattrocento. 
Il en confie la construction à  Bernardo Buontalenti qui deviendra ensuite son architecte et scénographe attitré de la cour du grand-duc de Toscane.
Après la mort  prématurée de Giovanna sa femme, ils purent s'épouser en 1579, mais l'idylle s'acheva par leur mort dans la Villa médicéenne de Poggio a Caiano en 1587, chacun à un jour de distance, peut-être due à un empoisonnement ordonné par le cardinal Ferdinand qui deviendra Ferdinand Ier de Médicis la même année.
Entretemps, Bianca, devenue grande-duchesse,  réside au Palais Pitti depuis 1573. Elle cède le palais Cappello  à l'Hôpital de Santa Maria Novella. 
Les célèbres fresques grotesques sur la façade sont l'œuvre fameuse de Bernardino Poccetti (1579-1580).
Il est cédé à Giovanni Riccardi, lequel le vendit à Carlo Lasinio, professeur de l'Accademia dell'Arte del Disegno de Florence. 
Aujourd'hui, il appartient à la commune de Florence, qui l'a destiné au siège des archives  des laboratoires de conservation et restauration de livres du Cabinet Vieusseux (Gabinetto scientifico-letterario G. P. Vieusseux).